# Technische wetenschappen
Technische wetenschappen of ingenieurswetenschappen (België) is een tak van de wetenschap, die zich bezighoudt met de technische ontwikkeling en vervaardiging van producten en systemen en daarbij natuurwetenschappelijke kennis aanwenden. Studies in technische wetenschappen worden gegeven aan een technische universiteit en na deze volbracht te hebben mag men de titel ingenieur (Nederland) of burgerlijk ingenieur (België) dragen. Het vakgebied is vergelijkbaar met de Engelse term engineering. 
De klassieke technische wetenschappen zijn bouwkunde, civiele techniek, scheepsbouwkunde, werktuigbouwkunde, mijnbouwkunde en waterbouwkunde. De twintigste eeuw heeft nieuwe (interdisciplinaire) disciplines gebracht als elektrotechniek, chemische technologie, materiaalkunde, luchtvaarttechniek, technische natuurkunde, technische informatica en technische wiskunde. In de afgelopen decennia zijn verschillende interdisciplinaire vakgebieden ontstaan, zoals industrieel ontwerpen, technische bedrijfskunde, technische bestuurskunde. nanotechnologie en levensmiddelentechnologie.  

## Algemeen
De technische wetenschappen rekent men tot de toegepaste wetenschappen en om die reden wordt deze tak van wetenschap ook wel toegepaste en technische wetenschappen genoemd. Er wordt ook wel fundamenteel onderzoek verricht, maar de hoofdmoot ligt in het aanwenden van natuurwetenschappelijke kennis bij de realisering van producten en processen. 
In de technische wetenschappen wordt wetenschappelijke kennis gebruikt om modellen en methodes te ontwikkelen en daarmee praktische problemen op te lossen. Niet alle technische disciplines laten zich eenvoudig beschrijven via wetenschappelijke modellen en natuurwetten, daarom laat men zich hier leiden door vuistregels of ervaringswetten. In sommige vakken is de wetenschappelijke aanpak zeer succesvol geweest. In het bijzonder in de elektrotechniek respectievelijk de elektronica zijn succesrijke stappen gemaakt, en ook nodig geweest, met de wetenschappelijke benadering via wiskundige modellen. Vakken zoals de communicatie- en informatietheorie zijn zeer wiskundig georiënteerd, en het is daarom een zaak van smaak en debat om deze disciplines te zien als formele wetenschap of technische wetenschap.

## Indeling van de technische wetenschappen
De Nederlandse Basisclassificatie onderscheidt binnen de technische wetenschappen de volgende acht categorieën:
| code | rubriek(en)                        |
| ---- | ---------------------------------- |
| 51   | Materiaalkunde                     |
| 52   | Werktuigbouwkunde                  |
| 53   | Elektrotechniek                    |
| 54   | Informatica                        |
| 55   | Verkeerstechniek, vervoerstechniek |
| 56   | Civiele techniek, bouwkunde        |
| 57   | Mijnbouwkunde                      |
| 58   | Procestechnologie                  |

## Studie en beroep
De technische wetenschappen worden bestudeerd en toegepast door ingenieurs. Het verkrijgen van een ingenieurstitel (BSc, MSc of ir.) gebeurd door een studie aan een technische universiteit te volbrengen. De ingenieurstitel is wetmatig beschermd en er berust een boete op het gebruik van de titel zonder ingenieursopleiding. In Nederland worden de technische wetenschappen als studie aangeboden aan de volgende technische universiteiten:
- Technische Universiteit Delft
- Technische Universiteit Eindhoven

Aan de gemengde Universiteit Twente en Wageningen University & Research behoren sommige opleidingen ook tot de technische wetenschappen.
In België wordt na een universitaire opleiding in de technische wetenschappen de titel burgerlijk ingenieur gedragen.